# Kisen
Kisen (jap. 喜撰 Kisen; zm. około 909 r.), znany także jako Kisen hōshi (jap. 喜撰法師 mnich Kisen) – buddyjski mnich i poeta, żyjący i tworzący prawdopodobnie w IX wieku (okres Heian). Zaliczany do Sześciu Mistrzów Poezji, uważany za potomka cesarza Kammu. 

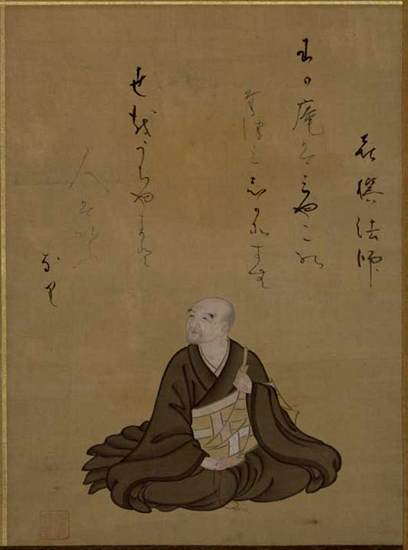
Kisen, malarz Mitsuoki Tosa

Informacje na temat Kisena są bardzo skromne i pochodzą głównie z Kokin wakashū, cesarskiego „Zbioru poezji dawnej i współczesnej” (w skrócie Kokinshū). W antologii tej opublikowany został jedyny utwór, którego autorstwo można bez wątpienia przypisać Kisenowi. Utwór ten pojawia się także w antologii Ogura Hyakunin-isshu. Tradycyjnie przyjmuje się, że był autorem Waka sakushiki, traktatu poetyckiego powstałego w okresie Heian, jednakże zarówno autorstwo, jak i dokładny czas powstania owego traktatu są niepewne. Kisen pędził życie eremity na górze Uji, prawdopodobnie należał do ezoterycznej szkoły buddyzmu Shingon. Genkō-shakusho, ukończona w 1322 r. historia japońskiego buddyzmu, wspomina o mnichu Kisenie z góry Uji w prowincji Yamashiro, studiującym buddyzm ezoteryczny.